# Laguna Caratasca
Laguna Caratasca (hiszp. Laguna de Caratasca) – duża laguna w departamencie Gracias a Dios, w północno-wschodnim Hondurasie. Stolica departamentu, Puerto Lempira leży na jej brzegu.
Laguna Caratasca zajmuje 1 110 km² powierzchni Morza Karaibskiego i ciągnie się około 40 km w głąb lądu. Do laguny uchodzą rzeki Mocorón, Warunta oraz Nakunta. Największą wyspą laguny jest Tansín. Jej zachodni brzeg jest chroniony jako rezerwat przyrody. Laguna jest połączona z Morzem Karaibskim pięciokilometrowym kanałem, nad którym leży miejscowość Caratasca.
Laguna Caratasca była miejscem dotarcia nad ląd huraganu Mitch, który spowodował ogromne szkody ekologiczne w 1998 roku.